# Fritz Hilgenberg
Fritz Hilgenberg (* 24. April 1924 in Münster; † 29. September 2010 ebenda) war ein deutscher Kinderkardiologe.

## Leben
Hilgenberg studierte Medizin an der Philipps-Universität und an der Medizinischen Akademie Düsseldorf. Er wurde 1946 Mitglied des Corps Teutonia Marburg und 1958 Corpsschleifenträger der Palatia Straßburg. Nach dem Staatsexamen wurde er 1951 in Marburg zum Dr. med. promoviert. Er arbeitete in Marburg, Essen und Hamm. Seit 1953 wieder in seiner Heimatstadt, war er im Universitätsklinikum Münster Assistent in der Pathologie und in der Inneren Medizin. 1957 wandte er sich in der Universitäts-Kinderklinik von Münster der Pädiatrie zu. 1963  habilitierte er sich an der Westfälischen Wilhelms-Universität. Sie ernannte ihn 1968 zum apl. Professor und 1969 zum Leiter der kardiologischen Abteilung der Kinderklinik. Von 1971 bis 1973 Dekan und Prodekan der Medizinischen Fakultät, wurde er 1974 auf den Lehrstuhl für Kinderkardiologie berufen. 1989 wurde er emeritiert.